# Phalotris mertensi
Phalotris mertensi — вид отруйних змій родини полозових (Colubridae). Мешкає в Південній Америці.

## Поширення і екологія
Phalotris mertensi мешкають в Парагваї та в бразильських штатах Гояс, Мату-Гросу-ду-Сул, Мінас-Жерайс, Парана і Сан-Паулу. Вони живуть у вологих саванах серрадо.